# رالف ماتسکا
رالف ماتسکا (انگلیسی: Ralf Matzka؛ زادهٔ ۲۴ اوت ۱۹۸۹) دوچرخه‌سوار اهل آلمان است.
از باشگاه‌هایی که در آن بازی کرده‌است می‌توان به بورا–هانسگروهه اشاره کرد.